# Campeonato de España de Ciclismo por Regiones
El Campeonato de España de Ciclismo por Regiones fue una competición ciclista que se disputaba anualmente desde el año 1944 para determinar la región campeona ciclista de España de cada año.

## Palmarés
| Año  | Ganador                    | Componentes del ganador                                          |
| ---- | -------------------------- | ---------------------------------------------------------------- |
| 1944 | Cataluña                   | Joaquín Olmos, Francisco Antonio Andrés Sancho y Miguel Casas    |
| 1945 | Cataluña                   | Juan Gimeno, Francisco Antonio Andrés Sancho y Manuel Costa      |
| 1946 | No se disputó esta edición | No se disputó esta edición                                       |
| 1947 | Cataluña                   | Joaquín Olmos, Juan Gimeno y Miguel Poblet                       |
| 1948 | Cataluña                   | Miguel Poblet, Joaquín Olmos y Francisco Masip                   |
| 1949 | Cataluña                   | Miguel Poblet, Joaquín Olmos y José Serra Gil                    |
| 1950 | Cataluña                   | José Serra Gil, Jaime Montaña y Francisco Masip                  |
| 1951 | Cataluña                   | José Vidal Porcar, Francisco Masip y José Serra Gil              |
| 1952 | Cataluña                   | José Vidal Porcar, Francisco Masip y José Serra Gil              |
| 1953 | Cataluña                   | Francisco Masip, José Mateo y José Serra Gil                     |
| 1954 | Cataluña                   | Miguel Poblet, José Serra Gil y Francisco Masip                  |
| 1955 | Baleares                   | Miguel Gual, Andrés Trobat y Gabriel Company                     |
| 1956 | Vizcaya                    | Antón Barrutia, Antonio Ferraz y Carmelo Morales Erostarbe       |
| 1957 | Cataluña                   | Miguel Poblet, Francisco Masip y Alberto Sant                    |
| 1958 | Cataluña                   | Miguel Poblet, José Segú y Aniceto Utset                         |
| 1959 | Castilla                   | Federico Martín Bahamontes, Antonio Suárez y Fernando Manzaneque |
| 1960 | Cataluña                   | Miguel Poblet, José Pérez Francés y Antonio Bertrán              |
| 1961 | Cataluña                   | José Segú, Aniceto Utset y Miguel Pacheco                        |
| 1962 | Vizcaya                    | Antón Barrutia, Eusebio Vélez y Valentín Uriona                  |
| 1963 | Guipúzcoa                  | Luis Otaño, Ramón Mendiburu y José María Errandonea              |
| 1964 | Castilla                   | Antonio Suárez, José Martín Colmenarejo y Antonio Blanco         |
| 1965 | Castilla                   | Antonio Suárez, Fernando Manzaneque y Mariano Díaz               |
| 1966 | Vizcaya                    | Valentín Uriona, Aurelio González Puente y Gregorio San Miguel   |
| 1967 | Vizcaya                    | Patxi Gabica, Aurelio González Puente y Gregorio San Miguel      |
| 1968 | Cataluña                   | José Florencio, Ángel Ibáñez y Jordi Mariné                      |
| 1969 | Guipúzcoa                  | Miguel Mari Lasa, José Manuel Lasa y Jesús Aranzabal             |
| 1970 | Guipúzcoa                  | Miguel Mari Lasa, José Manuel Lasa y Txomin Perurena             |
| 1971 | Guipúzcoa                  | Miguel Mari Lasa, Txomin Perurena y Santiago Lazcano             |
| 1972 | Guipúzcoa                  | Miguel Mari Lasa, Txomin Perurena y Santiago Lazcano             |
| 1973 | Castilla                   | Luis Ocaña, Jesús Manzaneque, José Luis Viejo                    |
| 1974 | Guipúzcoa                  | Miguel Mari Lasa, Txomin Perurena y Santiago Lazcano             |
| 1975 | Guipúzcoa                  | Miguel Mari Lasa, Txomin Perurena y José Nazabal                 |
| 1976 | Guipúzcoa                  | Julián Andiano, José Nazabal y Txomin Perurena                   |
| 1977 | Álava                      | Francisco Galdós, Rafael Ladrón de Guevara y Felipe Yáñez        |

## Estadísticas

### Palmarés por regiones
| Región    | Victorias |
| --------- | --------- |
| Cataluña  | 15        |
| Guipúzcoa | 8         |
| Vizcaya   | 4         |
| Castilla  | 4         |
| Baleares  | 1         |
| Álava     | 1         |

### Más victorias
| Región           | Victorias |
| ---------------- | --------- |
| Miguel Poblet    | 7         |
| Francisco Masip  | 7         |
| José Serra Gil   | 6         |
| Miguel Mari Lasa | 6         |
| Txomin Perurena  | 6         |